# Patrycja Sasnal
Patrycja Sasnal, właśc. Patrycja Anna Sasnal-Ostrowska (ur. w Tarnowie) – polska arabistka, politolożka, filozofka.

## Życiorys
Urodziła się w Tarnowie. W rodzinnym mieście zdała maturę w II Liceum Ogólnokształcącym. Ukończyła studia magisterskie na Uniwersytecie Jagiellońskim w zakresie stosunków międzynarodowych, specjalność – amerykanistyka (1999–2005) oraz arabistyki (2000–2005). W roku akademickim 2003/2004 kształciła się w Université Sorbonne-Nouvelle w Paryżu, a w roku akademickim 2010/2011 jako stypendystka Fulbrighta w Center for Transatlantic Relations Uniwersytetu Johnsa Hopkinsa. Prowadziła badania na Uniwersytecie Amerykańskim w Bejrucie (2004–2005). W 2013 uzyskała doktorat nauk społecznych w dyscyplinie nauki o polityce, specjalność – stosunki międzynarodowe, na podstawie dysertacji Między stabilizacją a stagnacją. Polityka Stanów Zjednoczonych wobec świata arabskiego 2005–2011 (promotor – Andrzej Mania). W 2018 uzyskała tytuł magistra filozofii na Uniwersytecie Warszawskim.
Od 2007 jest związana zawodowo z Polskim Instytutem Spraw Międzynarodowych (PISM). W latach 2012–2019 była kierowniczką Programu „Bliski Wschód i Afryka” PISM. W 2018 została zastępczynią kierownika, a rok później kierowniczką Biura Badań i Analiz PISM.
Jako badaczka specjalizuje się w polityce na Bliskim Wschodzie, stosunkach transatlantyckich, radykalizacji, migracjach i studiach postkolonialnych. Jest członkinią rady European Council on Foreign Relations.
Zna język angielski, francuski i arabski.

## Życie prywatne
Jest siostrą Wilhelma, malarza i twórcy filmów.

## Publikacje książkowe
- Patrycja Sasnal: Polityka Stanów Zjednoczonych wobec aktorów w konflikcie arabsko-izraelskim. Między Bushem a Obamą. Warszawa: Polski Instytut Spraw Międzynarodowych, 2009. OCLC 750590349. Brak numerów stron w książce
- Patrycja Sasnal: Pseudostabilizacja. Problemy współczesnej polityki USA na Bliskim Wschodzie. Warszawa: Wydawnictwo Naukowe PWN, 2017. ISBN 978-83-01-19132-0. Brak numerów stron w książce
- Patrycja Sasnal: Arendt, Fanon and political violence in Islam. London: Routledge, 2019. ISBN 978-0-367-25959-4. (ang.). Brak numerów stron w książce